# Summer World University Games 2025/Teilnehmer (Türkei)
| Gelbes Symbol für Goldmedaillen mit stilisierten Olympischen Ringen | Graues Symbol für Silbermedaillen mit stilisierten Olympischen Ringen | Braundes Symbol für Bronzemedaillen mit stilisierten Olympischen Ringen |
| ------------------------------------------------------------------- | --------------------------------------------------------------------- | ----------------------------------------------------------------------- |
| 6                                                                   | 5                                                                     | 7                                                                       |

Die Türkei nahm an den Summer World University Games 2025 vom 16. bis zum 27. Juli mit 137 Athleten (66 Männer und 71 Frauen) teil.

## Medaillen

### Medaillenspiegel
| Rang   | Sportart       | Gold | Silber | Bronze | Gesamt |
| ------ | -------------- | ---- | ------ | ------ | ------ |
| 1      | Leichtathletik | 3    | 2      | 3      | 8      |
| 2      | Taekwondo      | 2    | 2      | –      | 4      |
| 3      | Bogenschießen  | 1    | –      | 2      | 3      |
| 4      | Tennis         | –    | 1      | 1      | 2      |
| 5      | Rudern         | –    | –      | 1      | 1      |
| Gesamt | Gesamt         | 6    | 5      | 7      | 18     |

### Medaillengewinner
| Name/n                                              | Sportart       | Wettkampf                |
| --------------------------------------------------- | -------------- | ------------------------ |
| Gold                                                |                |                          |
| Batuhan Akçaoğlu Yunus Emre Arslan Yakup Yıldız     | Bogenschießen  | Compoundbogen Mannschaft |
| Özlem Becerek                                       | Leichtathletik | Diskuswurf               |
| Esra Türkmen                                        | Leichtathletik | Speerwurf                |
| Berke Akçam                                         | Leichtathletik | 400 m Hürden             |
| Şevval Çakal                                        | Taekwondo      | Kyorugi -62 kg           |
| Sude Yaren Uzunçavdar                               | Taekwondo      | Kyorugi -73 kg           |
| Silber                                              |                |                          |
| Ramazan Baştuğ                                      | Leichtathletik | Halbmarathon             |
| Ramazan Baştuğ Ayetullah Aslanhan Azat Demirtaş     | Leichtathletik | Halbmarathon Mannschaft  |
| Muhammed Emir Yılmaz                                | Taekwondo      | Poomsae Einzel           |
| Ömer Faruk Dayıoğlu                                 | Taekwondo      | Kyorugi -63 kg           |
| Mert Alkaya Tuncay Duran                            | Tennis         | Herrendoppel             |
| Bronze                                              |                |                          |
| Ulaş Berkim Tümer                                   | Bogenschießen  | Recurvebogen Einzel      |
| Berkay Akkoyun Ulaş Berkim Tümer Abdullah Yıldırmış | Bogenschießen  | Recurvebogen Mannschaft  |
| Mehmet Çelik                                        | Leichtathletik | 800 m                    |
| Nursena Çeto Dilek Öztürk Ezgi Kaya                 | Leichtathletik | Halbmarathon Mannschaft  |
| İlyas Çanakçı Kubilay Ençü Berke Akçam İsmail Nezir | Leichtathletik | 4 × 400 m Staffel        |
| Türkei                                              | Tennis         | Herren Mannschaft        |
| Elis Özbay                                          | Rudern         | Einer                    |

## Teilnehmer nach Sportarten

### Badminton
| Männer - Taha Emirhan Budak - Nurullah Saraç | Frauen - Yasemen Bektaş - Tuğcenur Korkmaz |

### Bogenschießen
| Männer - Berkay Akkoyun - Ulaş Berkim Tümer - Abdullah Yıldırmış - Yunus Emre Arslan - Yakup Yıldız - Batuhan Akçaoğlu | Frauen - Fatma Maraşlı - Defne Derebaşı - Gizem Özkan - Hazal Burun |

### Fechten
| Männer - Muhammed Furkan Kalender - Enes Talha Kalender - Toprak Altınçekic | Frauen - Aleyna Ertürk - Begüm Alkaya - Nil Güngör - Nisanur Erbil |

### Judo
| Männer - Azmi Kocabey - Burak İsmail Şengür - Musa Şimşek - Tunahan Tutar | Frauen - Zilan Ertem - Buketnur Karabulut - Ayten Mediha Yeksan - Fidan Ögel - Gizem Coşkun |

### Leichtathletik
| Männer - Ramazan Baştuğ - Azat Demirtaş - Ömer Amaçtan - Mehmet Çelik - Harun Bilir - Mazlum Demir - Hayrettin Yıldız - Cuma Özcan - İlyas Çanakcı - Kubilay Encü - Berke Akçam - Yağız Canlı - İsmail Nezir - Enes Cankaya - Ayetullah Aslanhan - Halil Yılmazer - Emre Çiftçi - Muhammed Hanifi Zengin - Erdem Tilki - Ali Peker - Fatih Alpaslan | Frauen - Yonca Kutluk - Nursena Çeto - Dilek Öztürk - Cansu Nimet Sayın - Tuğba Toptaş - Sıla Koloğlu - Simay Özçiftçi - Kader Dost - Meryem Bekmez - Pelinsu Şahin - Ruken Tek - Eda Nur Tulum - Beyzanur Seylan - Büşra Akay - Ezgi Kaya - Özlem Becerek - Esra Türkmen - Gizem Akgöz - Pınar Akyol |

### Rudern
| Männer - Kaan Yılmaz Aydın (Zweier ohne Steuermann) - Ahmet Ali Kabadayı (Zweier ohne Steuermann) - Baturalp Akdeniz (Doppelzweier) - Giray Yazcayır (Doppelzweier) | Frauen - Elis Özbay (Einer) |

### Schwimmen
| Männer - Polat Uzer Turnalı - Kerem Carban - Emre Gürdenli - Ahmet Burak Işık | Frauen - Sudem Denizli - Deniz Ertan - Hazal Özkan - Zeynep Selin Şahin |

### Taekwondo
| Männer - Alihan Kuru - Enes Kaplan - Ömer Faruk Dayıoğlu - Berkay Erer - Ömer Furkan Körpe - Muhammed Enes Şahin - Hüseyin Kartal - Muhammed Emir Yılmaz - Hüseyin Berat Demircioğlu - Aykut Taşgın - Furkan Bayrak - Yusuf Emre Akbıyık | Frauen - Emine Gögebakan - Elif Sude Akgül - Zeynep Taşkın - Rüya Diler - Şevval Çakal - İkra Kayır - Sude Yaren Uzuncavdar - Gülsena Karakuyulu Ertunç - Esra Akbulak |

### Tennis
| Männer - Tuncay Duran - Mert Alkaya | Frauen - Duru Söke - Defne Cırpanlı |

### Tischtennis
| Männer - Uğurcan Dursun - Tarık Saim Özbek - Tuğay Sırzat Yılmaz | Frauen - Ezel Arslan - Ece Haraç - Özge Yılmaz |

### Turnen

#### Gerätturnen
| Männer - Altan Doğan - Mehmet Ayberk Koşak - Alperen Ege Avcı - Hasan Bulut - Mert Efe Kılıçer | Frauen - Bilge Tarhan - Nazlı Savranbaşı - Bengisu Yıldız - Atiye Berra Karademir - Ceren Biner |

### Wasserball
| Frauen - Nehir Altiparmak - Ceren Bulut - Emma Gürcan - Dilara Buralı - Hamiyet Süzmeçelik - Dilara Rabia Yarayan - Yağmur Şimşek - Zeynep Simay Erdem - Gülen Selin Yüksel - Doğa Rabia Cengiz - Damla Ezi Moğultay - Derin Pehlivanoğlu - Ezgi Karalı |